# Centro de Interpretación Pecados y Danzantes
El Centro de Interpretación Pecados y Danzantes es un museo etnográfico que gira en torno a la fiesta de los Pecados y Danzantes, ubicado en el municipio de Camuñas de la provincia de Toledo.

## Geografía
El museo etnológico de Camuñas se halla ubicado junto a la Plaza Vieja, al principio de la cuesta de la calle de la Tercia, calle que forma parte del recorrido procesional de la fiesta de Pecados y Danzantes de Camuñas. El pueblo se ubica al sureste de la provincia de Toledo, cercano a pueblos y ciudades famosas como Madridejos, Consuegra o Alcázar de San Juan. 

## Historia
La ubicación del museo en esa parte concreta del pueblo se debe a que allí estuvo ubicada una casa de los Caballeros Hospitalarios de San Juan de Jerusalén, la llamada casa de la tercia la cual albergaba a los integrantes de la hermandad en la antigüedad, de esta forma se ha querido recuperar la antigua ubicación de la sede de dicha hermandad. 
El museo alberga una exposición de la fiesta de los Pecados y Danzantes, con sus conceptos y peculiaridades explicadas en paneles. También tiene vitrinas de documentos, fotografías, piezas antiguas del vestuario, incluidos los principales trajes de los protagonistas de esta festividad.